# 炎の戦士ファイアーガール
炎の戦士ファイアーガール（ほのおのせんしファイアーガール）は、東京消防庁が1997年に制作した防災アニメ。消防博物館でも視聴可能。上映時間は17分。

## ストーリー
ある日、放火魔によって両親を亡くし、自らも瀕死の全身大やけどを負った15歳の少女「アイ」は、ある科学者によって絶対に燃えず尚且つ不老不死であり、人間の一万倍のパワーを持つ体に改造されてサイボーグ「ファイアーガール」となった。そして普段は消防庁の職員として消防庁の活動を子供たちに消防博物館で教え、出動態勢になるとファイアーガールに変身し火災や事故に立ち向かう。

## 登場キャラクター
アイ
15歳の少女で、本作のヒロイン。茶髪。放火によって死亡するも、科学者によってサイボーグとして息を吹き返した後、ファイアーガールとして活躍する。
放火魔
サングラスを掛け、コートを着用し、サンダルを履いている怪しい男。アイの家までも放火した後、様々な場所で放火を繰り返すが、アイによって摘発された。
科学者
アイをサイボーグにした科学者。ファイアーガールの異名も与えている。
子供たち
消防庁の見学に来た子供で、いたずら好きだが、自分の作ったロケット花火が工場に入ってしまったこと（工場火災は、放火魔による放火が原因）を機に火遊びはしないと、ファイアーガールに約束した。

## スタッフ
- 企画、脚本:望月博之
- 企画:東京消防庁
- 制作：スタジオコクピット